# Khaled Al-Sada
Khaled Al-Sada (arab. ‏خالد السادة‎, ur. 18 kwietnia 1967) – bahrajński żeglarz sportowy, uczestnik igrzysk olimpijskich.
Al-Sada reprezentował Bahrajn podczas igrzysk olimpijskich 1996 odbywających się w Atlancie. Rywalizował w klasie Soling wraz z Essą Al-Busmaitem i Ahmedem Al-Saiem. Bahrajńczycy zajęli ostatnie, 22. miejsce w klasyfikacji końcowej.